# Ткач Марко Петрович
Ма́рко Петро́вич Ткач (8 травня 1901, місто Ніжин — розстріляний 1 вересня 1937, місто Київ) — український радянський журналіст, відповідальний редактор газети «Вісті ВУЦВК», директор Українфільму. Кандидат у члени ЦК КП(б)У в січні 1934 — травні 1937 р.

## Біографія
Батько був торговцем, володів аптекарським магазином у місті Лубни Полтавської губернії. Марко Ткач навчався в Київському інституті народного господарства, навчання не закінчив.
Член РКП(б) з 1920 року.
Перебував на відповідальній журналістській та партійній роботі. Працював у редакції газети «Червона армія» Українського військового округу.
До 1930 року — завідувач сектору преси відділу агітації, пропаганди і друку ЦК КП(б)У.
18 січня 1931 — 11 жовтня 1933 року — відповідальний редактор газети «Вісті ВУЦВК» (але з 11 травня до 17 липня 1933 у вихідних даних тільки заступник редактора З. Марголіс).
У 1933—1936 роках — начальник Головного управління в справах літератури та видавництв Української СРР (Укрголовліту).
У 1936—1937 роках — заступник начальника Управління в справах мистецтв при Раді народних комісарів Української СРР — директор «Українфільму».
23 липня 1937 року заарештований органами НКВС. 25 серпня 1937 року засуджений на виїзній сесії Військової колегії Верховного Суду СРСР до розстрілу. 2 вересня 1937 року розстріляний в Києві. Ймовірним місцем поховання стала таємна спецділянка НКВС у Биківнянському лісі біля Києва.
Посмертно реабілітований у 1956 році.